# Michel de Ligne
 (juillet 2022).
Si vous disposez d'ouvrages ou d'articles de référence ou si vous connaissez des sites web de qualité traitant du thème abordé ici, merci de compléter l'article en donnant les références utiles à sa vérifiabilité et en les liant à la section « Notes et références ».
Michel Charles Eugène Marie Lamoral de Ligne, né à Belœil le 26 mai 1951, est le 14e prince de Ligne, prince d'Amblise, prince d'Épinoy et grand d'Espagne. Depuis 2005, il est le chef de la maison de Ligne, une des plus anciennes et des plus prestigieuses familles nobles belges et européennes.

## Biographie

### Famille
Michel de Ligne est né au château de Belœil. Il est l'aîné des sept enfants d'Antoine de Ligne, treizième prince de Ligne, et d'Alix de Luxembourg. Son parrain est son grand-père paternel le prince Eugène de Ligne et sa marraine est sa grand-mère maternelle la grande-duchesse Charlotte de Luxembourg.
Il est le neveu du grand-duc Jean de Luxembourg et le cousin germain du grand-duc Henri de Luxembourg.
Le 10 mars 1981, il épouse à Rio de Janeiro (Brésil) la princesse Eleonora d'Orléans-Bragance (1953), princesse du Brésil, fille de Pedro Henrique d'Orléans-Bragance et de Marie-Élisabeth de Bavière, avec qui il a deux enfants :
- Alix de Ligne, née le 3 juillet 1984, mariée au comte Guillaume de Dampierre, au château de Belœil le 18 juin 2016, parents de deux enfants ;
- Henri de Ligne, né le 1er mars 1989.

### Activités militaires et sportives
Après un passage chez les para-commandos, il obtint ses ailes de pilote d'hélicoptère sur Alouette II dans l'aviation légère.
Parachutiste chevronné à 17 ans, Michel de Ligne a participé au Premier meeting international de parachutisme (le benjamin du Cercle para du grand-duché de Luxembourg). Avec ses dix-sept camarades, il a participé, à Mondorf-les-Bains, au premier meeting international de parachutisme tenu au Luxembourg. Il comptait alors déjà plus de quinze sauts en parachute et était le plus jeune parachutiste belge à l'époque.
Depuis 2017, le prince de Ligne est commandant émérite de la 1re escadrille de chasse bombardier du 2e Wing Tactique de Florennes, à l’occasion du centenaire de celle-ci.

### Belœil
Il a commencé sa carrière professionnelle dans le domaine économique, tout en secondant son père dans la gestion du domaine de Belœil, propriété de la famille de Ligne. Depuis la mort de son père, en 2005, il se consacre à temps plein au domaine.
Michel de Ligne accorde son haut patronage au marathon, au semi-marathon et aux 10 km de Belœil, qui se déroulent chaque année le deuxième week-end d'octobre. Le départ et l'arrivée ont lieu à proximité du château de Belœil.
En matière culturelle, il a succédé en 1992 à sa grand-mère paternelle à la présidence d'honneur de la Foire des antiquaires de Belgique et il fait partie des mécènes de la Chapelle musicale Reine-Élisabeth.
Dans le domaine social, le prince est membre du Comité d'honneur de l'Institut royal pour sourds et aveugles, et membre d'honneur du Rotary Club de Péruwelz.

## Titulature et décorations

### Titulature
- 26 mai 1951 — 21 août 2005 : Son Altesse le prince Michel de Ligne
- depuis le 21 août 2005 : Son Altesse le prince de Ligne

### Décorations
- Officier de l'ordre de Léopold (royaume de Belgique)[2],[3],[4]
- Officier de l'ordre de la Couronne (royaume de Belgique)[2],[3],[4]
- Commandeur de l'ordre de Léopold II (royaume de Belgique)[2],[3],[4]
- Décoration militaire pour 15 ans d'ancienneté (royaume de Belgique)[3]
- Chevalier de l'ordre de la Toison d'Or (maison de Habsbourg-Lorraine, 2011)[2],[3],[4]
- Grand-croix de l'ordre de Pierre Ier (maison d'Orléans et Bragance)[2]
- Grand-croix de l'ordre de la Rose (maison d'Orléans et Bragance, 10 mars 1981)[2],[5]

## Pour approfondir